# Giano Fregoso (doge 1455)
Giano Fregoso (Genova, 1455 – Brescia, 10 agosto 1525) fu il 43º doge della Repubblica di Genova.

## Biografia

### Primi anni

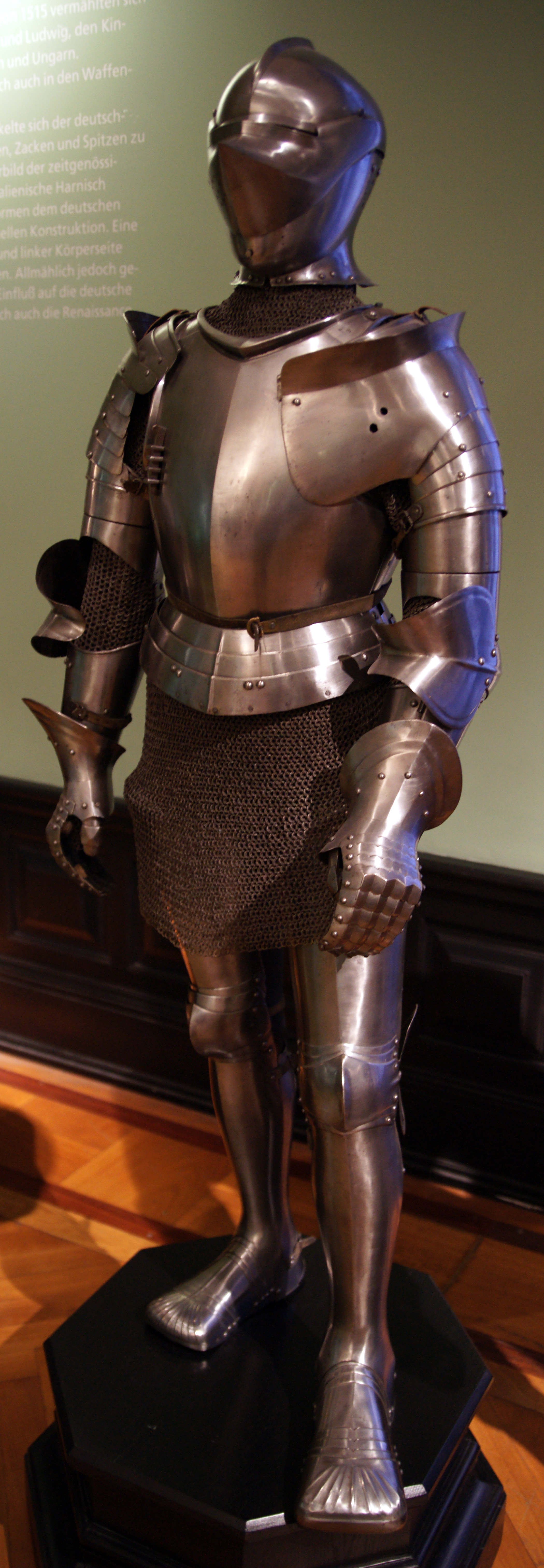
Armatura di Giano Fregoso, 1510.

Figlio di Tommasino Fregoso e Caterina Malaspina, nacque a Genova nel 1455. Fu con un'adeguata disciplina militare in età adolescenziale che portarono la figura di Giano ad una preparata carriera militare. Ancora adolescente, intorno al periodo 1460-1464, seguì con tutta la famiglia il padre Tommasino in Corsica dove quest'ultimo, cercando di sfruttare la perenne conflittualità tra i signori locali e il Banco di San Giorgio, cercò di rivendicare i diritti della sua famiglia sull'isola, effettivamente concessi dal pontefice Niccolò V. Cacciati dalle truppe degli Sforza (dal 1464 al 1477 la Repubblica di Genova era infatti "dedita" alla corte sforzesca), un nuovo esercito personale dei Fregoso, tra i quali figurò pure Giano, affrontò fallimentarmente nel 1477 i soldati milanesi sull'isola nonostante avessero avuto un appoggio e consenso tra i signorotti corsi. Padre e figlio furono quindi catturati e portati prigionieri a Milano, ma nel corso del 1478 rilasciati grazie all'intervento diplomatico del cugino e doge Battista Fregoso presso Bona di Savoia, duchessa milanese. Ritornati liberi e nuovamente sbarcati in Corsica, Tommasino Fregoso fu investito della carica di governatore dell'isola per conto della signoria sforzesca; nel 1482, su decisione del padre, Giano fu nominato conte di Corsica e lasciato dal primo a reggere le sorti dell'isola in assenza della figura paterna.
Affiancato dal consigliere Montaldo nei compiti di governo - che gli storici considereranno "buoni" per i primi mesi - ben presto arrivò allo scontro con i signori locali per alcuni suoi comportamenti giudicati troppi intransigenti in merito a rivolte ed episodi di insubordinazione. E sentiti gli echi di possibili rivolte contro la sua persona, già alla fine dell'anno 1482 abbandonò definitivamente la Corsica per rientrare a Genova.
Nella capitale repubblicana restò fino all'agosto del 1488 quando caduto il cugino doge Paolo Fregoso per mano degli Sforza e degli Adorno, come altri componenti della sua famiglia fu costretto all'esilio trovando riparo a Roma presso la corte del cardinale savonese Giuliano Della Rovere, futuro papa Giulio II. Qui incontrò Ottaviano Fregoso e, dopo un giro di alleanze, assieme progettarono nell'estate del 1506 una spedizione per Genova nel tentativo di rovesciare con la forza il governo retto dai governatori francesi per conto della nuova dedizione genovese verso la corona di Luigi XII di Francia. Nonostante il parere sfavorevole dello stesso pontefice Giulio II, i tre (nella causa si era unito pure Alessandro Fregoso) salparono con un brigantino dal Tevere, ma furono costretti alla rinuncia dalle triremi pontificie.
Sul finire del 1506 e l'inizio del 1507 Giano e Ottaviano Fregoso si trasferirono a Bologna (per sottrarsi alle "pressioni" di Giulio II) dove ben presto giunsero le notizie di rivolte da parte del popolo genovese contro i Francesi e contro l'antica classe dirigente nobiliare genovese. Spinti dagli eventi organizzarono quindi una nuova spedizione e raggiunto il borgo spezzino di Borghetto di Vara (8 gennaio 1507) si unirono al marchese Giovanni di Biassa e alla testa di circa 400 soldati. Salpati da Sestri Levante raggiunsero il borgo genovese di Sampierdarena il 10 gennaio dove però furono costretti ad una nuova resa e precipitosa fuga per le taglie che il governo franco-genovese, informato da Roma degli eventi, aveva messo sulle loro teste (500 scudi per Ottaviano e Giano, 200 per il marchese). Tornati nella città bolognese, e a Roma poi, nel maggio 1507 assieme al pontefice savonese assisterono al breve dogato popolare di Paolo da Novi e dal 28 aprile 1507 al ritorno della Francia alla guida della repubblica genovese.
Rimasto nella città romana fino al 1509 dove svolse mansioni per lo Stato Pontificio, con il consenso di papa Giulio II, il Fregoso prese servizio nella Repubblica di Venezia dove fu insignito (1510) della carica di governatore generale dell'esercito veneziano; al comando di Scipione Malvezzi, Giano dimostrò documentate capacità sul campo. Richiamato a Roma dal pontefice, che soltanto ora prese una decisione ferma e dichiarata contro la dedizione francese a Genova, Giano Fregoso partecipò assieme ai patrizi veneziani Marcantonio Colonna e Girolamo Contarini prima ai tentativi di colloquio e poi con la forza di ripristinare la sovranità e indipendenza della Repubblica di Genova. Nonostante gli attacchi via mare e via terra, respinti dai soldati franco-genovesi, l'impresa prese una piega fallimentare costringendo la flotta alla ritirata.
Ritornato a Venezia, fu ancora a Roma alla corte di Giulio II nel novembre del 1511 per progettare un nuovo attacco ai danni dei francesi impiegando una costituita Lega (formata da diversi stati italiani). Ma le insorti difficoltà della Lega porteranno ad un nuovo rimando dell'impresa tanto che il comandante Fregoso poté far ritorno a Brescia al fianco delle sue truppe - impiegate proprio contro l'esercito francese - nel febbraio 1512. Riconquistata Bologna grazie all'aiuto di Lorenzo Medici, valutando le difficoltà francesi lo stesso Fregoso prese la decisione di muovere la sua compagnia (450 fanti e 50 cavalieri) verso Genova passando ad est per la val d'Aveto e a Chiavari sulla costa per poi dirigersi verso nordovest; allo stesso tempo, con lettere patenti del cardinale Matteo Schiner, ordinava alla Francia di consegnare il capoluogo genovese nelle mani del "capitano della Lega" Giano Fregoso.
Con una guarnigione francese asserragliata dentro la lanterna di Genova, il Senato della Repubblica scese subito a patti con il Fregoso e la Lega nominando appositamente una commissione di Otto pacificatori. L'accordo raggiunto tra le parti, oltre al rientro delle proteste dei nobili filo-francesi, ad esclusione di Girolamo Fieschi, consentirono al Fregoso il rientro a Genova senza colpo ferire. Si adoperò ben presto per facilitare il passaggio di consegne e la normalizzazione-stabilizzazione istituzionale della Repubblica di Genova tra la Francia di Luigi XII e la Lega da lui rappresentata. Furono emanate nuove norme di polizia a Genova e nelle varie divisioni amministrative (capitaneati e podesterie) e dell'istituzione dell'Ufficio di Balia con il parere favorevole e congiunto del Senato e del Gran Consiglio.
Arrivando sempre alla trattativa tra le parti - con i nobili genovesi e pure con altri componenti della sua famiglia "rivendicanti" la personale dominazione su Genova - quasi inevitabilmente la figura di Giano Fregoso fu scelta per guidare la massima carica dello stato dal 29 giugno 1512.

### Il dogato e gli ultimi anni

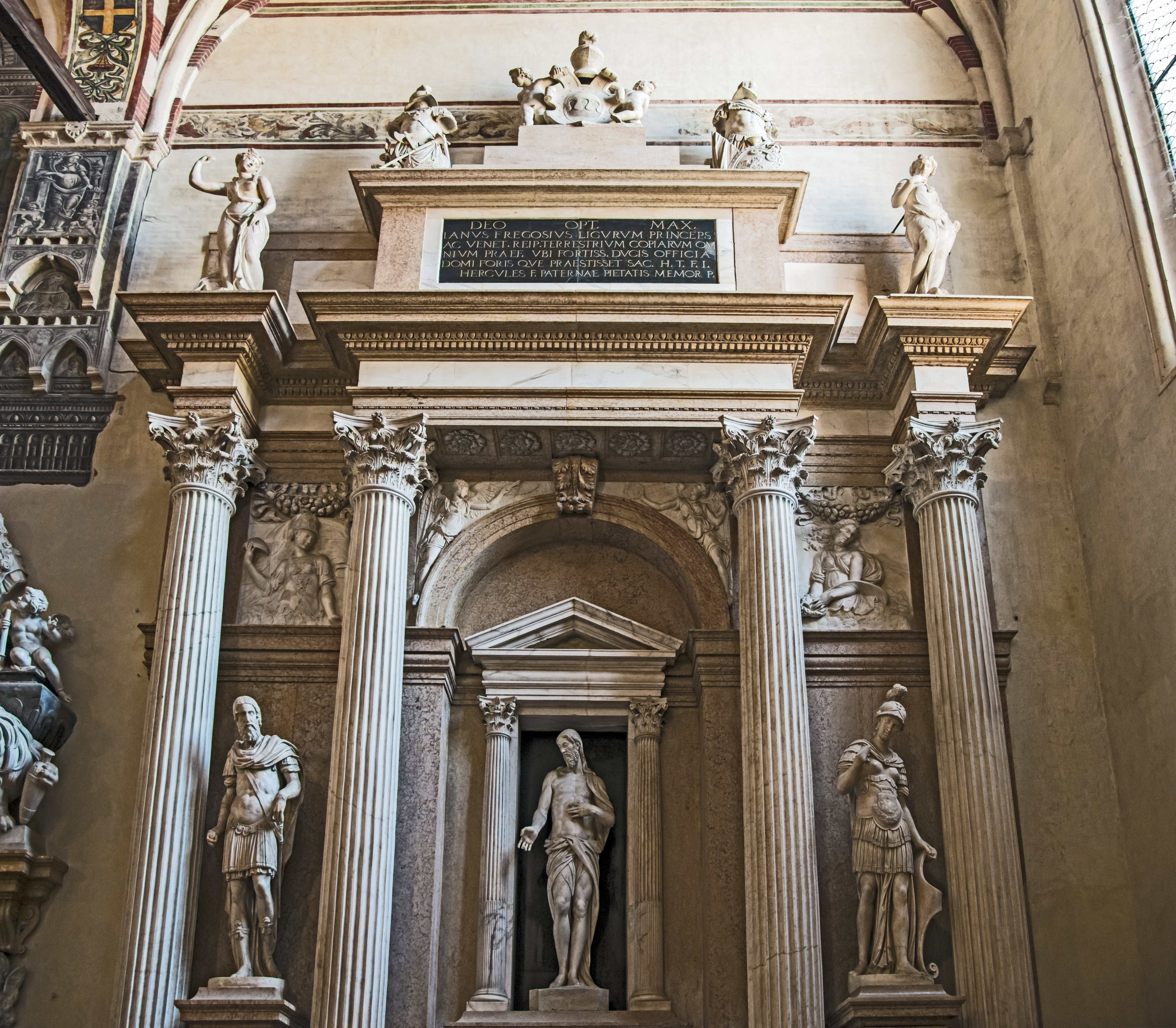
L'altare del Fregoso all'interno della basilica di Sant'Anastasia di Verona

Il suo dogato - il quarantatreesimo - durò all'incirca un anno poiché le alleanze politiche delle famiglie Fieschi con gli Adorno ed una nuova controffensiva francese di Luigi XII, che porterà di fatto ad una seconda dedizione verso l'impero d'oltralpe, spingeranno il doge Giano ad abbandonare la città su una nave il 25 maggio 1513.
Abbandonata per forza maggiore la vita politica genovese decise di ritornare a servire la Repubblica di Venezia con la nomina di Governatore Generale a capo dell'esercito veneto nelle guerre in Lombardia. Nel 1516, ancora a capo delle truppe della Serenissima, riuscì ad infliggere una pesante sconfitta all'esercito di Massimiliano I d'Asburgo nella battaglia di Rocca d'Anfo nei pressi di Brescia.
Fu proprio nella città bresciana che morì nel 1525. Le spoglie di Giano Fregoso furono sepolte nella basilica di Santa Anastasia a Verona, all'interno della quale è presente un monumento celebrativo voluto dal figlio Ercole, canonico della chiesa.

## Discendenza
Sposato con Aldobella Leca ebbe nove figli:
- Cesare, il primogenito, fu il capostipite del ramo nobiliare dei Fregoso di Padova
- Fregosa
- Ercole, religioso
- Leonarda
- Susanna
- Alessandro (?-1565), capostipite del ramo nobiliare dei Fregoso di Verona
- Caterina
- Francesca (?-1529)
- Annibale (?-1552)